# Rie Azamiová
Rie Azamiová (japonsky 薊 理絵, * 11. ledna 1989 Higašimurajama) je japonská fotbalistka.

## Reprezentační kariéra
Za japonskou reprezentaci v letech 2013 až 2015 odehrála 2 reprezentační utkání.

## Statistiky
| Japonsko | Japonsko | Japonsko |
| Roky     | Záp.     | Góly     |
| -------- | -------- | -------- |
| 2013     | 1        | 0        |
| 2014     | 0        | 0        |
| 2015     | 1        | 0        |
| Celkem   | 2        | 0        |